# Soy una tonta por quererte
Soy una tonta por quererte es una colección de cuentos de la escritora argentina Camila Sosa Villada, publicada en marzo de 2022 por la editorial Tusquets. Las tramas de los relatos abordan en su mayoría la vida de distintos personajes LGBT argentinos, particularmente travestis, que habitan en medio de la marginalidad y rompen las convenciones sociales de sus épocas. Otras temáticas son la familia, los límites del cuerpo, la violencia y la amistad entre personas rechazadas.
El título del libro proviene del cuento más extenso de la colección, que a su vez lo deriva de la canción de jazz «I'm a Fool to Want You» que interpretó la cantante estadounidense Billie Holiday para su álbum Lady in Satin (1958). De hecho, la propia Holiday aparece como una de los personajes de este cuento.
La obra fue bien recibida por la opinión crítica y publicaciones como The Independent la eligieron como uno de los mejores libros de 2022. Por su parte, cuenta con traducciones al inglés, portugués e italiano.

## Contenido
La obra está conformada por los siguientes nueve relatos:
| Título                                 | Sinopsis |
| -------------------------------------- | --- |
| «Gracias, Difunta Correa»              | Relato autobiográfico en que los padres de Camila, Don Sosa y la Grace, realizan una peregrinación al santuario de la santa argentina conocida como la Difunta Correa para pedirle que le diera un buen trabajo a su hija y que así pudiera dejar la prostitución. Tres meses después, Camila estrenó su primera obra teatral, con lo que cambió su vida.              |
| «No te quedes mucho rato en el guadal» | Martincito es un niño que vive en un hogar de clase baja junto con su hermana y su padre, un hombre alcohólico y abusador a quien abandonó su esposa por los maltratos a los que la sometía. El padre de Martincito acepta regalarle un cachorro como forma de ayudarlo a afrontar la partida de su madre, hecho del que el padre culpa a sus hijos.                   |
| «La noche no permitirá que amanezca»   | Una travesti experta en la preparación de scones y dedicada a la prostitución, recuenta la historia de cuando fue contratada por un grupo de jugadores de rugby, lo que desembocó en una noche de erotismo, intensidad y atropellos. |
| «Soy una tonta por quererte»           | Ava y María son dos travestis que transitan por los bares de Harlem durante la década de 1950 y un día conocen a la cantante Billie Holiday, quien se vuelve amiga de ellas. Pronto, las protagonistas descubren los problemas de la vida de Holiday, quien era atormentada por su exmarido y tenía prohibido cantar en clubes por la policía de Nueva York.           |
| «La merienda»                          | Una niña le pregunta a su abuela que por qué ellas habían nacido «marrones», a lo que su ella le responde que era porque, al nacer, no hubo suficiente pintura para ser negras, pero que al menos tenían mucho más color que las personas blancas, para quienes no había quedado nada de pintura y que por eso su piel se lastimaba tan fácilmente.                    |
| «Mujer pantalla»                       | Durante la década de 1990, una muchacha descubre el buen negocio que resultaba el dedicarse a ser novia de alquiler de hombres gais de clase alta que necesitaban pretender ser heterosexuales frente a sus familias, amigos o socios. |
| «La casa de la compasión»              | Flor de Ceibo es una travesti que se dedica a la prostitución y que creció en medio de los abusos de su tío. Tras un episodio que la deja inconsciente, Flor de Ceibo despierta en un convento en medio de la pampa en donde un grupo de monjas parecen cuidarla, pero a la vez acecharla, lo que pronto culmina en un ritual con aires de sacrificio.                 |
| «Cotita de la Encarnación»             | Narra la historia de Cotita de la Encarnación, una mulata trans que fue quemada viva por su identidad de género en el México de tiempos coloniales. Como último acto de rebeldía antes de su muerte, Cotita lanza una maldición contra el lago de Texcoco como castigo por lo que le estaban haciendo, incluyendo muchos hombres a los que ella había enseñado a amar. |
| «Seis tetas»                           | En un futuro cercano, se inicia una inquisición contra las travestis y contra todos los que hayan interactuado con ellas. Las travestis emprenden una huida masiva, dejan la civilización atrás y se mudan a los montes, donde retoman varias costumbres ancestrales y crean una nueva comunidad para ellas. En medio de este nuevo entorno, descubren la maternidad.  |

## Escritura

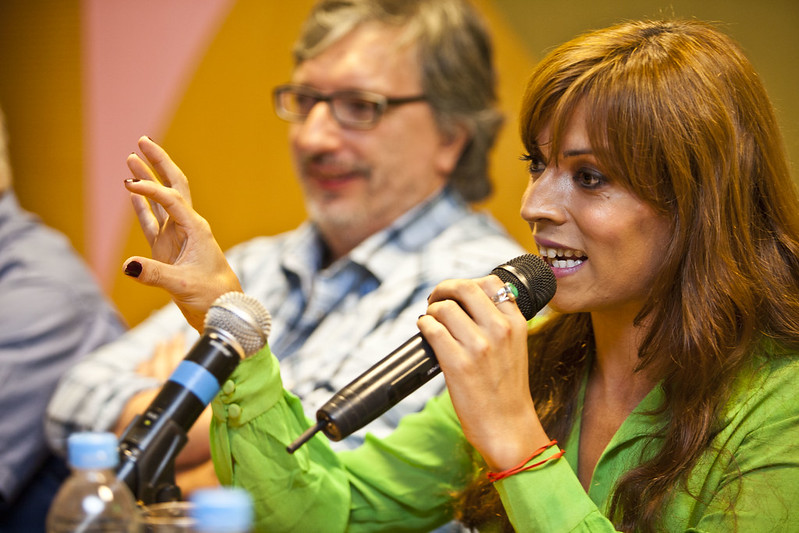
Camila Sosa Villada en 2023.

Al momento de publicación de su novela Las malas (2019), cuyo éxito la posicionó como una de las escritoras argentinas destacadas de su generación, Sosa contaba ya con el borrador de dos cuentos del libro que posteriormente se convertirían en «La noche no permitirá que amanezca» y «Seis tetas». Juan Forn, editor de Las malas, le recomendó en esa época que, como forma de consagrarse como escritora, debería como siguiente paso redactar cuentos. Sosa decidió seguir el consejo y se centró en la escritura del libro.
El cuento más largo de la colección y que le da el título, «Soy una tonta por quererte», lo escribió Sosa durante varias visitas a su familia en Mina Clavero. El interés de la autora por Billie Holiday, personaje central de esa historia, nació en 2009, cuando se encontraba trabajando en una obra teatral llamada Llórame un río, sobre la vida de la cantante estadounidense. La inspiración para la trama nació a partir de un párrafo del libro autobiográfico de Holiday, Lady Sings the Blues (1956), en donde la cantante rememoraba a unos amigos homosexuales a quienes les prestaba ropa costosa y a quienes tuvo que sacar varias veces de la estación de policía.
Algunos cuentos estuvieron basados en episodios de la vida de la propia autora, como ocurre en «Gracias, Difunta Correa», así como en experiencias que vivió durante los tiempos en que se dedicaba a la prostitución y en sus raíces como parte de una familia de orígenes pobres e indígenas. Otra inspiración fueron hechos históricos, como en «Cotita de la Encarnación», basado en la vida de una mulata trans conocida con ese nombre que fue quemada por la inquisión en 1658, y para el cual Sosa investigó libros de historia LGBT de autores como Osvaldo Bazán.
Al igual que en Las malas, el estilo de los relatos transita entre el realismo mágico y el realismo literario. En el caso del primero se ubican cuentos como «Seis tetas», que además toma rasgos de la distopía, mientras que en el realismo se enmarcan textos como «No te quedes mucho en el guadal». Otras líneas recurrentes con obras anteriores incluyen la utilización del humor, la oralidad, y la exploración de la sexualidad y la identidad travesti. Como forma de tener un estilo unificado en los relatos, Sosa escribió varios de ellos a la vez, estrategia que tomó de Gabriel García Márquez, además de reutilizar algunos personajes, específicamente a Don Sosa, la Grace y la Machi, y reintroducir a los «hombre sin cabeza» de Las malas.
Originalmente, el libro contaba con dos cuentos adicionales que fueron retirados por consejo de la editora de la obra, Liliana Viola. Sosa decidió trabajar una de estas historias en una novela, mientras que la otra necesitaba de una reescritura completa que no le dio tiempo para que fuera incluido.

## Recepción
La obra recibió buenas reseñas por la opinión crítica. En su edición en español, el periódico británico The Independent la eligió como uno de los mejores libros de 2022 y afirmó que confirmaba a Sosa como una de las voces de la literatura argentina contemporánea más potentes y originales. Además, destacó en particular el estilo de la autora, su imaginación y su capacidad de hilvanar elementos realistas y fantásticos en sus narraciones.
En la reseña de El País, la escritora española Marta Sanz se refirió de forma positiva a la obra y encomió la «inteligencia y sensibilidad» con la que Sosa se expresaba, la construcción del deseo y la búsqueda de dignidad de personajes víctimas de injusticia económica. También resaltó la exploración en los textos de la violencia hacia los niños, las personas racializadas y las travestis. Mariano Vespa, en la reseña del periódico La Nación, señaló que, aunque los cuentos tenían elementos presentes en obras anteriores de la autora, en este libro les daba un «ímpetu poético». Eugenia Bermúdez, en un artículo del semanario Prensa Obrera, también fue positiva y se refirió al libro como un «universo travesti actuante y policromático».
Celeste O'Higgins, del periódico digital La Izquierda Diario, elogió la importancia del deseo en las personajes y calificó esta característica como aquello que las «mantiene vivas» en medio de la violencia que la sociedad ejerce sobre ellas. El crítico español Nadal Suau, por su lado, afirmó que el libro atraparía a los que habían disfrutado de Las malas (2019) y dejaría indiferentes a los que no, además de aseverar que la construcción de los cuentos contaba con una «artesanía impecable» y que su prosa volvía a los personajes «tangibles, carnales, inmediatos». Sobre el tono de los textos, el medio digital Indie Hoy aseguró que «aunque haya tragedia», a la vez mostraban «una victoria, una celebración de lo diferente y el humor».
La edición en inglés del libro también fue bien recibida. La reseña de la revista Kirkus Reviews la calificó como «impresionante» y a la voz de Sosa como «imponente». De entre las historias de la colección, la reseña destacó «Seis tetas», por la esperanza que deja a los personajes y el uso del realismo mágico. Colm McKenna, en un artículo del sitio web Latin American Literature Today, se centró en el abordaje del libro del odio hace las personas LGBT que, aunque se ha reducido a lo largo de los años, continúa presente, como lo muestran los cuentos del libro. Este aspecto fue también resaltado por Flavia Di Mauro, del sitio web Hypercritic, que además estimó la caracterización de los personajes como «brillante».